# Buddleja araucana
Buddleja araucana là một loài thực vật có hoa trong họ Huyền sâm. Loài này được Phil. mô tả khoa học đầu tiên năm 1873.